# Фар Вест (Јута)
Фар Вест (енгл. Farr West) град је у америчкој савезној држави Јута.

## Демографија
По попису из 2010. године број становника је 5.928, што је 2.834 (91,6%) становника више него 2000. године.
| Група             | 2000.         | 2010.         |
| Белци             | 2.952 (95,4%) | 5.481 (92,5%) |
| Афроамериканци    | 7 (0,2%)      | 15 (0,3%)     |
| Азијати           | 18 (0,6%)     | 37 (0,6%)     |
| Хиспаноамериканци | 86 (2,8%)     | 309 (5,2%)    |
| Укупно            | 3.094         | 5.928         |